# Comantella cristata
Comantella cristata là một loài ruồi trong họ Asilidae. Comantella cristata được Coquillett miêu tả năm 1893. Loài này phân bố ở vùng Tân Bắc giới.